# Cerbești, Cluj
Cerbești este un sat în comuna Poieni din județul Cluj, Transilvania, România.